# Tornado de Dolores de 1985
El Tornado de Dolores fue un tornado categoría F3 que afectó a la ciudad argentina de Dolores en la (provincia de Buenos Aires) el día 25 de noviembre de 1985 causando 1 muerte, más de 30 heridos y millones de pesos en pérdidas materiales. Debido a que tocó tierra en una ciudad muy grande y causó muchos daños, se lo considera uno de los más destructivos del país.
El tornado anterior en el año 1874 también habría producido daños importantes pero en menor medida comparados a estos.

## Consecuencias en la ciudad
Al menos una persona murió y otras 34 habían resultado heridas. Fue difícil la situación post-desastre para verificar si había más víctimas o no.
Otros pueblos en los alrededores también resultaron dañados o destruidos, mientras que la tormenta también generaba otras condiciones adversas en la zona.

## Tornados
| Confirmado Total | Confirmado EF0 | Confirmado EF1 | Confirmado EF2 | Confirmado EF3 | Confirmado EF4 | Confirmado EF5 |
| 2                | 1              | 0              | 0              | 1              | 0              | 0              |